# 답동항
답동항(沓洞港)은 인천광역시 옹진군 대청면 소청리, 소청도 예동의 북쪽 해안에 있는 어항이다. 여객선의 기항지이자 어선들이 이용하기에 좋은 물양장이 축조되어 있다. 지방어항으로 지정되어 관리되고 있다. 시설관리자는 인천광역시 옹진군수이다.

## 어항구역
본 항의 어항구역은 다음과 같다.
- 아래의 ㉮ ㉯ ㉰ 지점을 연결한 선내의 해역(169,8000m2)
  - ㉮: 물양장 우측 돌출암반지점 (X:177,134.70, Y:475,047.90), (34˚09′08.65″N, 127˚59′07.01″E)
  - ㉯: ㉮점에서 진북기준 55˚방향으로 520m 이동한 지점(X:474,929.64, Y:177,400.00), (36˚52′21.74″N, 124˚44′57.78″E)
  - ㉰: ㉯점에서 기존 서방파제 시점으로 290m이동한 지점(X:475,047.90, Y:177,134.70), (36˚52′25.55″N, 124˚44′47.05″E)
- 어항관련 사업으로 조성된 육역(방파제, 선착장, 호안 등)
  - 423-1잡, 423-4잡, 424-1제
  - 시유지: 2,961m2

## 어항 시설
동방파제와 연결된 물양장이 있어서 어선은 물론 여객선 및 화물선이 이용하고 있으며, 북서풍을 막아줄 수 있는 방파제도 축조되어 있다. 선박수리는 선진포항에 있는 삼구선박을 이용하여야 한다.

## 주요 어종
- 까나리, 홍어 등